# Estació de Mollerussa
Mollerussa és una estació de ferrocarril propietat d'adif situada al nord de la població de Mollerussa a la comarca del Pla d'Urgell. L'estació es troba a la línia Barcelona-Manresa-Lleida i hi tenen parada trens de la línia R12 dels serveis regionals de Rodalies de Catalunya, operat per Renfe Operadora.
Aquesta estació de la línia de Manresa o Saragossa va entrar en funcionament l'any 1860 quan va entrar en servei el tram construït per la Companyia del Ferrocarril de Saragossa a Barcelona entre Manresa (1859) i Lleida.
L'any 2016 va registrar l'entrada de 21.000 passatgers.

## Serveis ferroviaris
| Rodalia de Lleida      |                    |                           |        |                        |
| Procedència/Destinació | <                  | Línia                     | >      | Procedència/Destinació |
| Lleida Pirineus        | Bell-lloc d'Urgell |                           | Golmés | Cervera                |
| Lleida Pirineus        | Bell-lloc d'Urgell | Terrassa Estació del Nord | Golmés |                        |